# Монітори типу «Краків»

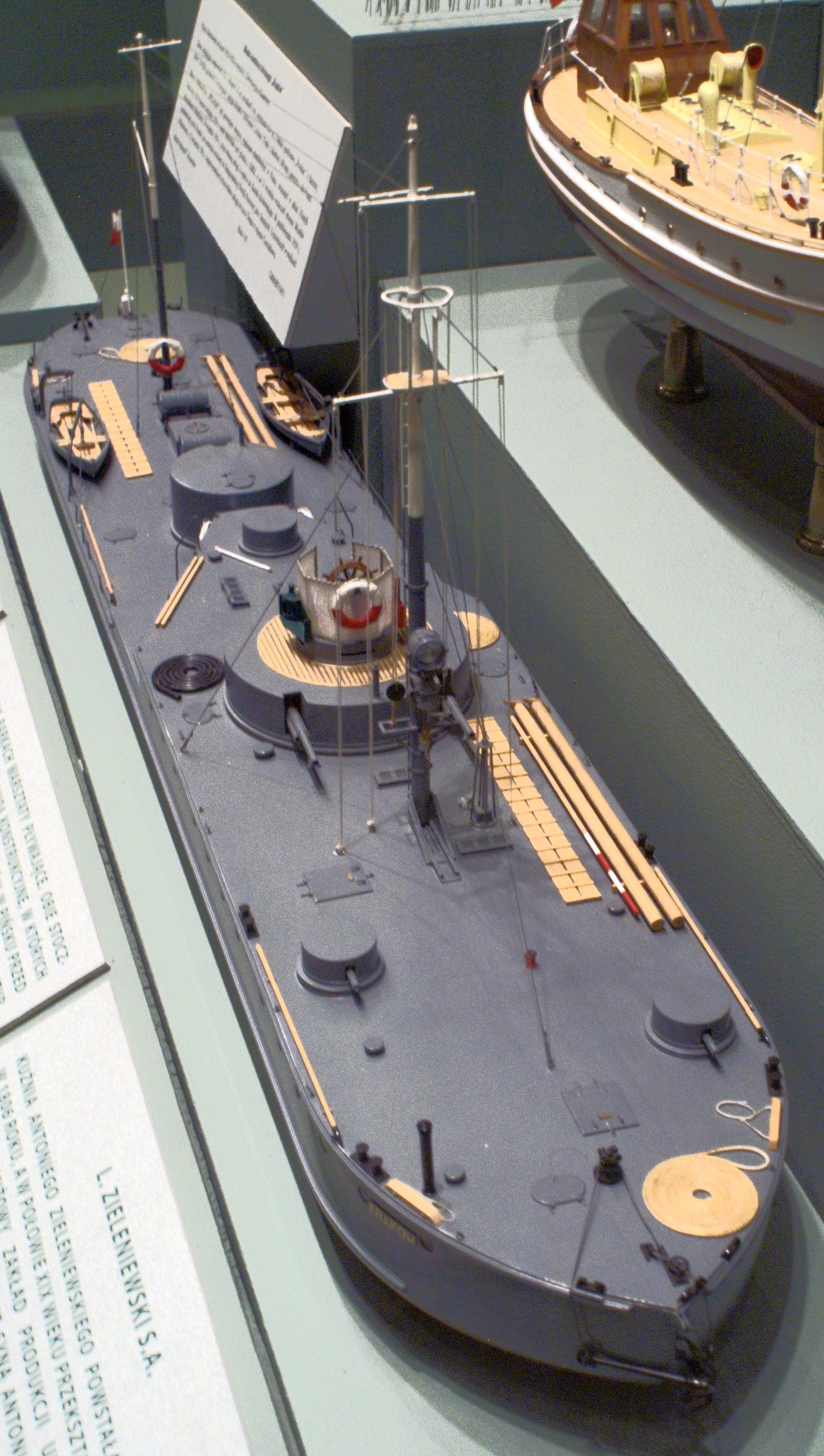
Модель монітора «Краків» на 1926 р. зверху-спереду

Монітори типу «Краків» - серія з двох річкових моніторів, побудованих у 1924-1926 роках у Польщі. Перші кораблі, спроектовані та збудовані в Польщі після відновлення незалежності.
Спочатку озброєння складалося з двох 75-мм гармат у башті, яка оберталася навколо бойової рубки та 100-м гаубиці у другій башті набагато менших розмірів. 1932 року переозброєні.

## Кораблі типу
| Назва                             | Закладений | Спущенийна воду | Увійшов до складу флоту | Участь |
| --------------------------------- | ---------- | --------------- | ----------------------- | --- |
| Краків (з 1939 року - Смоленськ ) | 1924       | немає даних     | 8.1926                  | Затоплений екіпажем 21.9.1939 на р. Піне. Піднято і включено до складу радянської Пінської військової флотилії . 15.09.1941 затоплено екіпажем у районі Києва.                                                                  |
| Вільно                            | 1924       | немає даних     | 10.1926                 | Затоплений екіпажем 19 вересня 1939 біля Особовиць (підірваний екіпажем). Планувалося підняти монітор і включити його до складу радянської Пінської флотилії, в 1941 почалися підготовчі роботи, але війна завадила цим планам. |